# جيمس ر. راسيل
جيمس ر. راسيل (بالإنجليزية: James R. Russell)‏ هو مؤرخ أمريكي، ولد في 1953 في نيويورك في الولايات المتحدة.